# Ki Bo-bae
Ki Bo-bae (hangul: 기보배, ur. 20 lutego 1988) – południowokoreańska łuczniczka, mistrzyni olimpijska indywidualnie i drużynowo, mistrzyni świata. Startuje w konkurencji łuków klasycznych.
Największym sukcesem zawodniczki jest zdobycie dwóch złotych medali podczas igrzysk w Londynie.
Na igrzyskach azjatyckich w Kantonie zdobyła złoty medal drużynowo, natomiast na uniwersjadzie, w której uczestniczyła w 2011 i 2015 roku, zdobyła łącznie pięć złotych medali.